# داقانا (محافظة)
داقانا هي واحدة من ثلاث محافظات إقليم حجر لميس، تشاد. عاصمتها ماساكوري .

## المحافظات الفرعية
تنقسم داقانا إلى ثلاث محافظات فرعية:
- ماساكوري
- كارال
- توربا